# Marek Mazanec
Marek Mazanec (* 18. Juli 1991 in Písek, Tschechoslowakei) ist ein tschechischer Eishockeytorwart, der seit Mai 2021 beim HC Oceláři Třinec aus der tschechischen Extraliga unter Vertrag steht.

## Karriere
Mazanec begann seine Karriere als Eishockeyspieler in seiner Heimatstadt beim IHC Písek, wo er als 14-Jähriger bereits für die U18-Mannschaft auflief. Anschließend wechselte er in die Nachwuchsabteilung des HC Plzeň. In der Saison 2007/08 konnte er als Stammtorhüter mit der U18-Mannschaft die tschechische Meisterschaft in dieser Altersklasse gewinnen. Daraufhin wurde er im folgenden Jahr in das U20-Team des HC Plzeň beordert, das er 2010 zur besten Bilanz in der regulären Saison führte.
Marek Mazanec gab sein Debüt für den HC Plzeň in der Extraliga während der Saison 2009/10, als er für ein Drittel auf dem Eis stand. In der folgenden Spielzeit kam er zu regelmäßigen Einsätzen in der Extraliga und konnte in 15 Spielen eine Fangquote von 91,1 % erreichen. Parallel spielte er weiterhin für die U20-Mannschaft, zudem wurde Mazanec für neun Spiele an seinen ehemaligen Verein IHC Písek in die zweite Liga ausgeliehen. In der Saison 2011/12 absolvierte er als zweiter Torwart hinter Adam Svoboda 19 Einsätze in der Extraliga und spielte parallel für den drittklassigen HC Klatovy. Mit beiden Mannschaften erreichte er erstmals die Play-offs.
Nachdem Mazanec bereits 2011 im NHL Entry Draft verfügbar war, wurde er im NHL Entry Draft 2012 in der sechsten Runde an insgesamt 179. Position von den Nashville Predators ausgewählt. Er verblieb allerdings in Tschechien und kam zunächst wieder beim IHC Písek zum Einsatz, nachdem der HC Plzeň für die Dauer des NHL-Lockouts den finnischen Torhüter Tuukka Rask verpflichtet hatte. Anschließend kehrte er in die Extraliga zurück und teilte sich seine Einsatzzeit in der regulären Saison erneut mit Svoboda. In den Play-offs konnte er sich schließlich als Stammtorwart durchsetzen und bestritt für den HC Plzeň alle 20 Spiele. Durch einen 4:3-Sieg in der Finalserie gewann er mit der Mannschaft den tschechischen Meistertitel.
Im Mai 2013 unterschrieb Marek Mazanec einen Einstiegsvertrag über zwei Jahre mit den Nashville Predators. Er wechselte daraufhin nach Nordamerika und kam zunächst für deren Farmteam, die Milwaukee Admirals, in der American Hockey League (AHL) zum Einsatz. Nach einer Verletzung von Stammtorhüter Pekka Rinne wurde Mazanec am 5. November 2013 erstmals in den NHL-Kader der Predators berufen. Dort gab er drei Tage später sein Debüt, als er beim Spiel gegen die Winnipeg Jets nach acht Minuten Carter Hutton ersetzte. Im Laufe des Monats konnte sich Mazanec als Stammtorhüter durchsetzen und erhielt mit einer Fangquote von 93,2 % und zwei Shutouts die Auszeichnung als NHL-Rookie des Monats. Nach der Rückkehr von Rinne musste Mazanec allerdings auch die Rolle des zweiten Torhüters in den folgenden Saisons an Carter Hutton bzw. Juuse Saros abgeben. Letztlich blieb der tschechische Schlussmann bis zum Sommer 2017 in Diensten des Nashville-Franchises ohne über die Rolle des Ersatzmanns hinauszukommen.
Im August 2017 kehrte Mazanec nach Europa zurück, als er einen Vertrag beim HC Slovan Bratislava aus der Kontinentalen Hockey-Liga unterschrieb. Dort war der Tscheche allerdings nur bis Dezember gleichen Jahres aktiv, da er von den New York Rangers aus der NHL verpflichtet wurde. Die Rangers setzten ihn anschließend ausschließlich beim Hartford Wolf Pack in der AHL ein, bevor sie ihn im Februar 2019 im Tausch für ein Siebtrunden-Wahlrecht im NHL Entry Draft 2020 zu den Vancouver Canucks transferierten. Dort spielte er ausschließlich für die Utica Comets und kehrte anschließend in seine tschechische Heimat zurück, indem er sich dem Mountfield HK (Hradec Králové) anschloss. Im Juni 2019 wechselten seine NHL-Rechte derweil im Trade um J. T. Miller zu den Tampa Bay Lightning. Nach zwei Jahren in Hradec Králové wechselte er im Mai 2021 zum HC Oceláři Třinec, mit dem er 2022 erneut die tschechische Meisterschaft gewann.

### International
Mazanec spielte für mehrere Altersstufen der tschechischen Junioren-Nationalmannschaft. In der Saison 2007/08 kam er erstmals für die U17-Auswahl zum Einsatz. Daraufhin stand er im Aufgebot Tschechiens bei der U18-Junioren-Weltmeisterschaft 2009 und zwei Jahre später bei der U20-Junioren-Weltmeisterschaft 2011.
Sein Debüt für die A-Nationalmannschaft seines Heimatlandes gab der Tscheche im Rahmen der Euro Hockey Tour 2017/18.

## Erfolge und Auszeichnungen
- 2013 Tschechischer Meister mit dem HC Škoda Plzeň
- 2013 NHL-Rookie des Monats November
- 2022 Tschechischer Meister mit dem HC Oceláři Třinec
- 2023 Tschechischer Meister mit dem HC Oceláři Třinec

## Karrierestatistik
Stand: Ende der Saison 2018/19

### International
Vertrat Tschechien bei:
- U18-Weltmeisterschaft 2009
- U20-Weltmeisterschaft 2011

(Legende zur Torhüterstatistik: GP oder Sp = Spiele insgesamt; W oder S = Siege; L oder N = Niederlagen; T oder U oder OT = Unentschieden oder Overtime- bzw. Shootout-Niederlage; Min. = Minuten; SOG oder SaT = Schüsse aufs Tor; GA oder GT = Gegentore; SO = Shutouts; GAA oder GTS = Gegentorschnitt; Sv% oder SVS% = Fangquote; EN = Empty Net Goal; 1 Play-downs/Relegation; Kursiv: Statistik nicht vollständig)